# German-American Heritage Museum

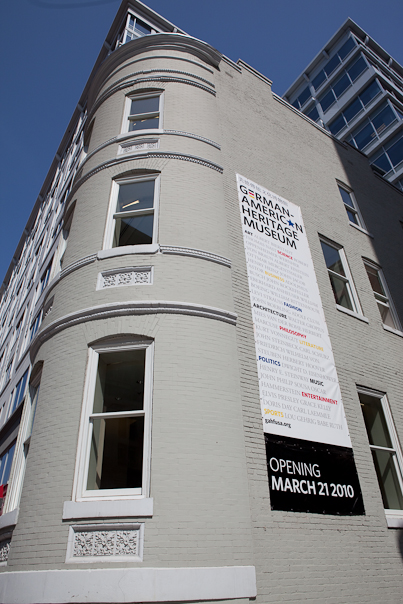
Museum, Hockemeyer Hall

Das German-American Heritage Museum in Washington, D.C. ist ein deutsch-amerikanisches Einwanderungsmuseum zur deutschen Einwanderung in die Vereinigten Staaten und wurde 2010 eröffnet. Es stellt die 400-jährige Geschichte der Einwanderung deutschsprachiger Migranten aus Europa und ihren zeitweise großen Einfluss auf die amerikanische Geschichte aus. Es befindet sich im Gebäude Hockemeyer Hall, das nach einem 1858 eingewanderten deutschen Geschäftsmann benannt ist.

## Weblink
- Offizielle Homepage